# Cabeza de perro
Cabeza de perro es una película española de 2006 dirigida por Santi Amodeo.

## Sinopsis
Cuenta la historia de Samuel (Juan José Ballesta) que desde pequeño padece una enfermedad neurológica. A los 18 años por diversas circunstancias acaba en Madrid donde conocerá a Consuelo (Adriana Ugarte) y empezaran una insólita relación. Samuel es un chico muy educado, pero tiene momentos en que hace locuras sin darse cuenta (pérdida de memoria). Samuel padece por situaciones poco convencionales ya que al perderse en Madrid empieza con trabajos de poca monta pero sin consciencia alguna de sus actos.

## Reparto
| Intérprete         | Personaje         |
| ------------------ | ----------------- |
| Manuel Alexandre   | Angelito          |
| Juan José Ballesta | Samuel            |
| Reyes Bergali      | Chica Marbella 1  |
| Jordi Dauder       | Padre de Samuel   |
| Cristina de Inza   | Madre de Samuel   |
| Cristina Domínguez | Chica pelirroja   |
| Josu Eguskiza      | Dueño furgoneta   |
| Ana Gracia         | Madre de Consuelo |
| Juanma Lara        | Hijo de Angelito  |
| Héctor Mora        | Pitbull           |
| Natalia Moreno     | Susi              |
| María Nogales      | Chica Marbella 2  |
| Alex O'Dogherty    | Domingo           |
| Jons Pappila       | Drazen            |
| Mariano Peña       | Padre de Consuelo |
| Diana Pinasco      | Enfermera         |
| Víctor Rivas       |                   |
| Jimmy Roca         | Moobi             |
| Jorge Roelas       | Primo Agustín     |
| María Jesús Ruz    | Señora piso viejo |
| José Segura        |                   |
| Mireia Taifo       |                   |
| Adriana Ugarte     | Consuelo          |
| Raquel Vega        | Nuera de Angelino |
| Mari Paz Sayago    |                   |
| Ana Wagener        | Rosa              |
| Celia Vioque       | Amiga pelirroja   |
| Julián Villagrán   | Eduardo           |
| Fernando Bermejo   | Fernando Bermejo  |
| Júlia Cerdán       | Camarera          |

## Curiosidades
- Cita: «Buscándome a mí, te encontré a ti».

- Datos: Q5738076